# Tjernook
Tjernook (bulgariska: Черноок) är ett distrikt i Bulgarien.   Det ligger i kommunen Obsjtina Provadija och regionen Oblast Varna, i den östra delen av landet, 300 km öster om huvudstaden Sofia.
I omgivningarna runt Tjernook växer i huvudsak lövfällande lövskog. Runt Tjernook är det ganska glesbefolkat, med 32 invånare per kvadratkilometer.